# يوم عرفة
يوم عرفة هو يوم التاسع من شهر ذي الحجة، ويُعَد من أفضل الأيام عند المسلمين إذ أنه أحد أيام العشر من ذي الحجة. فيه يقف الحُجّاج على جبل عرفة حيث إن الوقوف بعرفة يُعَد أهم أركان الحج، ويقع جبل عرفة شرق مكة على الطريق الرابط بينها وبين الطائف بحوالي 22 كيلومترًا، وعلى بعد 10 كيلومترات من مشعر منى و 6 كيلومترات من مزدلفة، ومشعر عرفة هو المشعر الوحيد الذي يقع خارج حدود الحرم المكي.
مع شروق الشمس يوم التاسع من ذي الحجة يخرج الحاج من منى متوجهًا إلى عرفة للوقوف بها، والوقوف بعرفة يتحقق بوجود الحاج في أي جزء من أجزاء عرفة، سواء كان واقفًا أو راكبًا أو مضطجعًا، لكن إذا لم يقف الحاج داخل حدود عرفة المحددة في هذا اليوم فقد فسد حجُّه. يعد الوقوف بعرفة أهم ركن من أركان الحج وذلك لقول النبي محمد: «الحج عرفة فمن جاء قبل صلاة الفجر من ليلة جمع فقد تم حجه». وقد وردت بعض الأحاديث النبوية التي تتحدث عن فضل هذا اليوم منها: ما رواه أبو هريرة عن النبي محمد أنه قال: «إن الله يباهي بأهل عرفات أهل السماء، فيقول لهم: انظروا إلى عبادي جاءوني شُعْثًا غُبْرًا»، وما روته عائشة عن النبي محمد أنه قال: «ما من يوم أكثر من أن يعتق الله فيه عبيدًا من النار من يوم عرفة، وإنه ليدنو يتجلى، ثم يباهي بهم الملائكة فيقول: ما أراد هؤلاء؟ اشهدوا ملائكتي أني قد غفرت لهم».
وقت الوقوف بعرفة هو من زوال الشمس يوم عرفة إلى طلوع فجر اليوم التالي الذي هو يوم عيد الأضحى، ويصلي الحاج في عرفة صلاتي الظهر والعصر جمعًا وقصرًا جمع تقديم بأذان واحد وإقامتين، ويستحب للحاج في يوم عرفة أن يكثر من الدعاء والتلبية وذلك لقول النبي محمد: «خير الدعاء دعاء يوم عرفة وخير ما قلت أنا والنبيون من قبلي لا إله إلا الله وحده لا شريك له له الملك وله الحمد وهو على كل شيء قدير»، يبقى الحجاج في عرفة حتى غروب الشمس، فإذا غربت الشمس ينفر الحجاج من عرفة إلى مزدلفة للمبيت بها، ويصلي بها الحاج صلاتي المغرب والعشاء جمع تأخير؛ بمعنى أن يؤخر صلاة المغرب حتى يدخل وقت العشاء، ويستحب للحاج الإكثار من الدعاء والأذكار، ويجمع الحاج الحصى، ثم يقضي ليلته في مزدلفة حتى يصلي الفجر، بعد ذلك يتوجه الحاج إلى منى لرمي جمرة العقبة الكبرى.

## التسمية

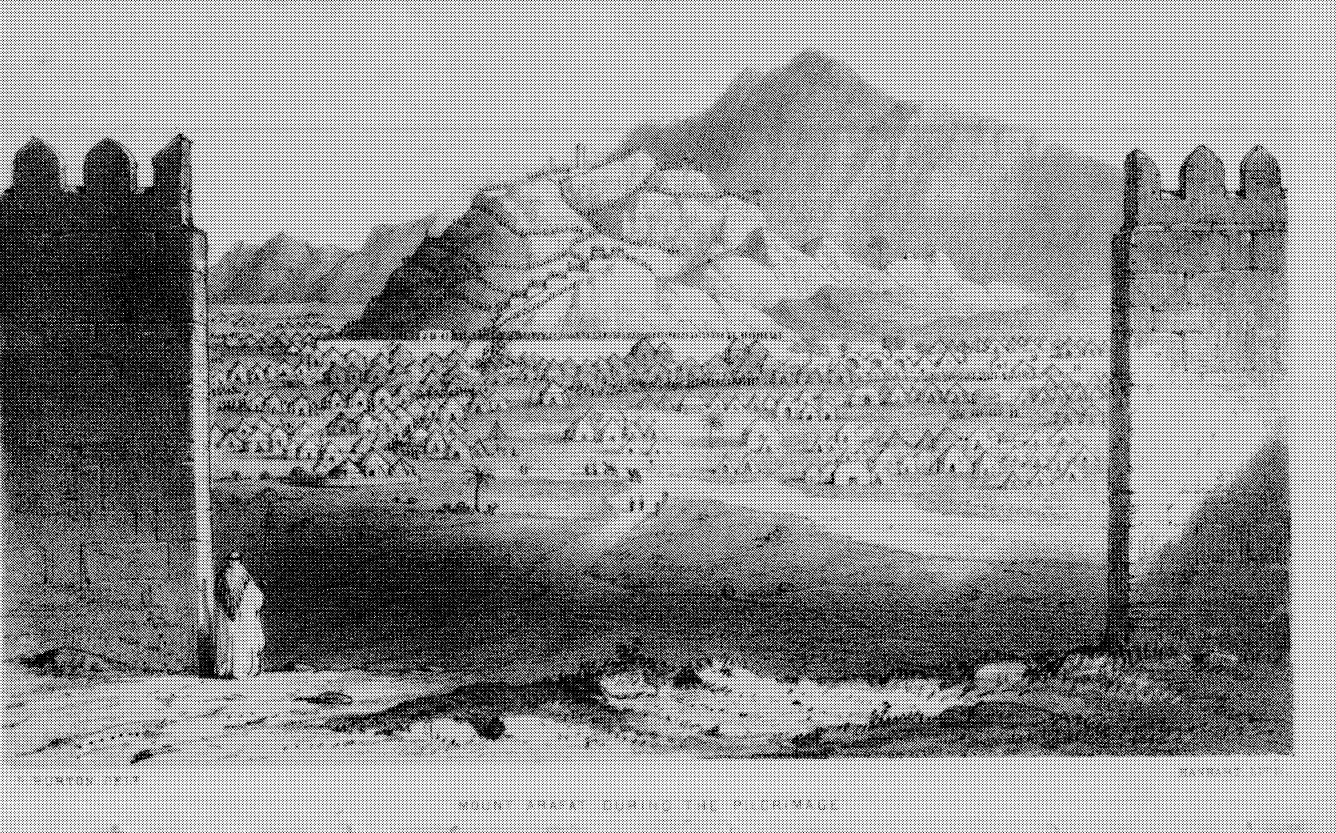
رسم لجبل عرفة سنة 1857.

يوم عرفة هو يوم الوقوف على جبل عرفة أو عرفات في التاسع من شهر ذي الحجة. قال النيسابوري: «عرفات جمع عرفة»، وقال الطبرسي: «عرفات: اسمٌ للبقعة المعروفة التي يجب الوقوف بها، ويوم عرفة يوم الوقوف بها». هناك عدة أقوال لتسمية عرفة بهذا الاسم، فقد قيل بأنها سُمِّيَتْ بذلك لأن آدم عرف حواء فيها، وقيل لأن جبريل عرَّف إبراهيم فيها المناسك، وقيل لتعارف الناس فيها، وقيل بأن الكلمة مأخوذة من العَرْف وهو الطيب؛ كونها مُقدَّسة. إلا أن الروايتين الأكثر تأكيدًا هما أن أبا البشر آدم التقى مع حواء وتعارفا بعد خروجهما من الجنة في هذا المكان ولهذا سمي بعرفة، والثانية أن جبريل طاف بالنبي إبراهيم فكان يريه مشاهد ومناسك الحج فيقول له: «أعرفت أعرفت؟» فيقول إبراهيم: «عرفت عرفت» ولهذا سميت عرفة.
ذكر الإمام القرطبي في التفسير وغيره:

## خلفية

### حجة الوداع
خرج النبي محمد في السنة العاشرة للهجرة بصحبة عدد من المسلمين من المدينة قاصدًا مكة لأداء فريضة الحج، وكان الحج قد فُرض في السنة التاسعة للهجرة. حينما وصل ميقات ذي الحليفة صلى في المسجد، ومن ثم ركب ناقته القصواء واستمر في ذكر التلبية «لبيك اللهم لبيك، لبيك لا شريك لك لبيك، إن الحمد والنعمة لك والملك، لا شريك لك». وصل الكعبة واستلم الركن فطاف سبع مرات، فرمل ثلاثًا ومشى أربعًا، ثم تقدم إلى مقام إبراهيم فقرأ: ﴿وَاتَّخِذُواْ مِن مَّقَامِ إِبْرَاهِيمَ مُصَلًّى﴾ [البقرة:125] فصلى ركعتين، وجعل المقام بينه وبين الكعبة، ثم عاد إلى الركن فاستلمه، ثم خرج من الباب إلى الصفا، فلما دنا منها قرأ: ﴿إن الصفا والمروة من شعائر الله﴾ [البقرة:158] فبدأ بالصفا، ثم نزل ومشى إلى المروة، فلمّا كان آخر طواف على المروة نادى وهو على المروة والناس تحته فقال: «لو أني استقبلت من أمري ما استدبرت لم أسق الهدي وجعلتها عمرة، فمن كان ليس معه هدي فليحل وليجعلها عمرة»، فقام سراقة بن مالك بن جعشم فقال: «يا رسول الله ألعامنا هذا أم لأبد؟» فشبك رسول الله أصابعه واحدة في الأخرى وقال: «دخلت العمرة في الحج مرتين لا بل لأبد أبد»، وقدم علي من اليمن ببدن النبي فقال: «ماذا قلت حين فرضت الحج»، قال: «قلت اللهم إني أهل بما أهل به رسولك»، قال: «فإن معي الهدي فلا تحل»، قال: «فكان جماعة الهدي الذي قدم به علي من اليمن والذي أتى به النبي ﷺ مائة»، قال: «فحل الناس كلهم وقصروا إلا النبي ﷺ ومن كان معه هدي». في يوم التروية توجهوا إلى مِنَى وأهلّوا بالحج، فصلى بها النبي محمد الظهر والعصر والمغرب والعشاء والفجر، ثم مكث إلى أن طلعت الشمس، وقد أمر بقبة من شعر تضرب له بنمرة، ومن ثم سار حتى أتى عرفة فوجد القبة قد ضربت له بنمرة فنزل بها، فخطب بالناس وقال:
ثم صلى الظهر والعصر بأذان وإقامتين ولم يصل بينهما شيئًا، ثم ركب حتى أتى الموقف فجعل بطن ناقته القصواء إلى الصخرات، وجعل حبل المشاة بين يديه، واستقبل القبلة فلم يزل واقفًا حتى غربت الشمس وذهبت الصفرة قليلًا حتى غاب القرص. ثم أتى المزدلفة، فصلى بها المغرب والعشاء بأذان واحد وإقامتين ولم يسبح بينهما شيئًا، ثم اضطجع حتى طلع الفجر فصلى الفجر، ثم ركب القصواء حتى أتى المشعر الحرام، فاستقبل القبلة فدعا وكبّر وهلّل حتى قبل طلوع الشمس، بعدها خرج إلى أن وصل الجمرة فرماها بسبع حصيات، فجعل يكبّر مع كل حصاة منها، ثم انصرف إلى المنحر فنحر الهدي، ثم ركب رسول الله فأفاض إلى الحرم فصلى الظهر وشرب من ماء زمزم.

### جبل عرفة

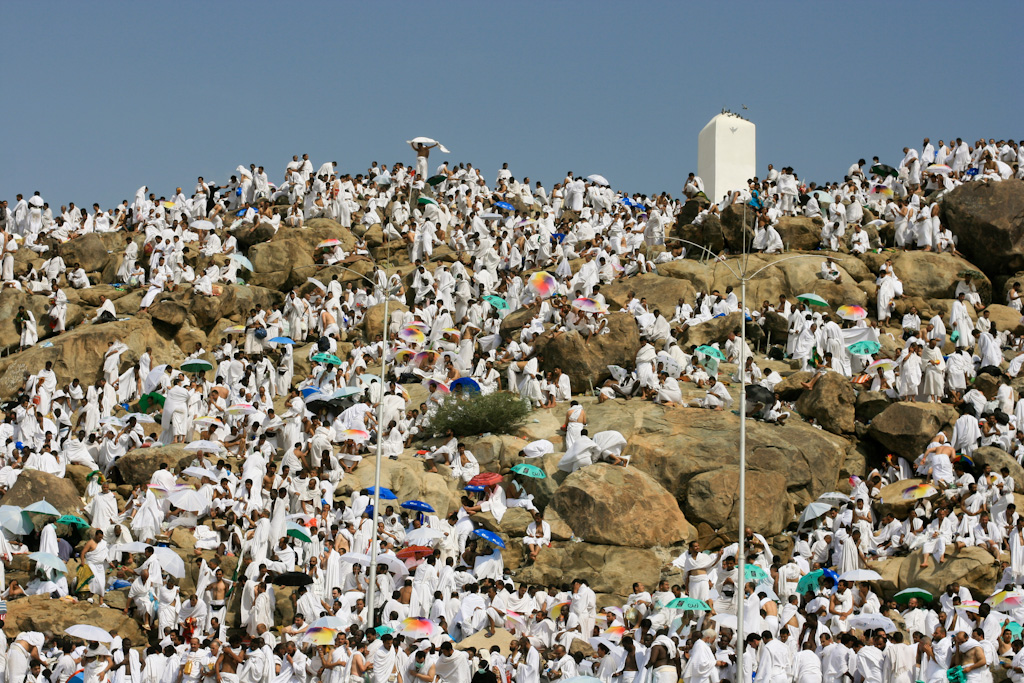
الوقوف على جبل عرفة في موسم حج 1430 هـ / 2009 م.

يقع جبل عرفة خارج حدود الحرم على الطريق الذي يربط بين مكة والطائف، حيث يقع شرقي مكة بنحو 22 كم وعلى بعد 10 كم من منى و6 كم من مزدلفة، وإجمالي مساحته تُقدّر بحوالي 10,4 كم².
منطقة عرفة أو عرفات سهل منبسط محاط بسلسلة من الجبال يأخذ شكل القوس، يبلغ طولها حوالي ميلين وعرضها كذلك.
لعرفات أربعة حدود، الأول ينتهي إلى حافة طريق المشرق، والثاني إلى حافات الجبل الذي وراء منطقة عرفات، والثالث إلى البساتين التي تلي قرية عرفات، وهذه القرية على يسار مستقبل الكعبة إذا وقف بعرفات، والرابع ينتهي إلى وادي عرنة. في الوقت الحالي وُضعت علامات حول منطقة عرفة أو عرفات تبين حدودها، ليتنبّه لها الحاج.
حدود عرفة من ناحية الحرم هي نمرة وثوية وذي المجاز والأراك، وهي مناطق لا يجوز للحاج الوقوف بها كونها خارج عرفة. يوجد هناك علمان في بداية المنطقة وآخران في نهايتها وذلك لتحديد المنطقة، وبين الأعلام تقع بطن عرنة التي قال فيها النبي محمد: «عرفة كلها موقف إلا بطن عرنة». يحد عرفات من الغرب وادي عرنة الذي يقع فيه مسجد نمرة، ومؤخراً أصبح المسجد بعد التوسعة داخل منطقة عرفة سوى مقدمته التي هي خارج حدود عرفة. يصلي الحجاج صلاتي الظهر والعصر جمعًا وقصرًا في المسجد المذكور، اقتداء بالرسول. وقد بُني هذا المسجد في منتصف القرن الثاني الهجري في أول عهد الخلافة العباسية، ويقع في الموضع الذي خطب فيه الرسول في حجة الوداع، تبلغ مساحته أكثر من 110 ألف متر مربع ويستوعب نحو 350 ألف مصل، وله 6 مآذن وثلاث قباب، وعشرة مداخل رئيسية، وينقل من داخله خطبة يوم عرفة بواسطة الأقمار الصناعية.

## وقته وحكمه

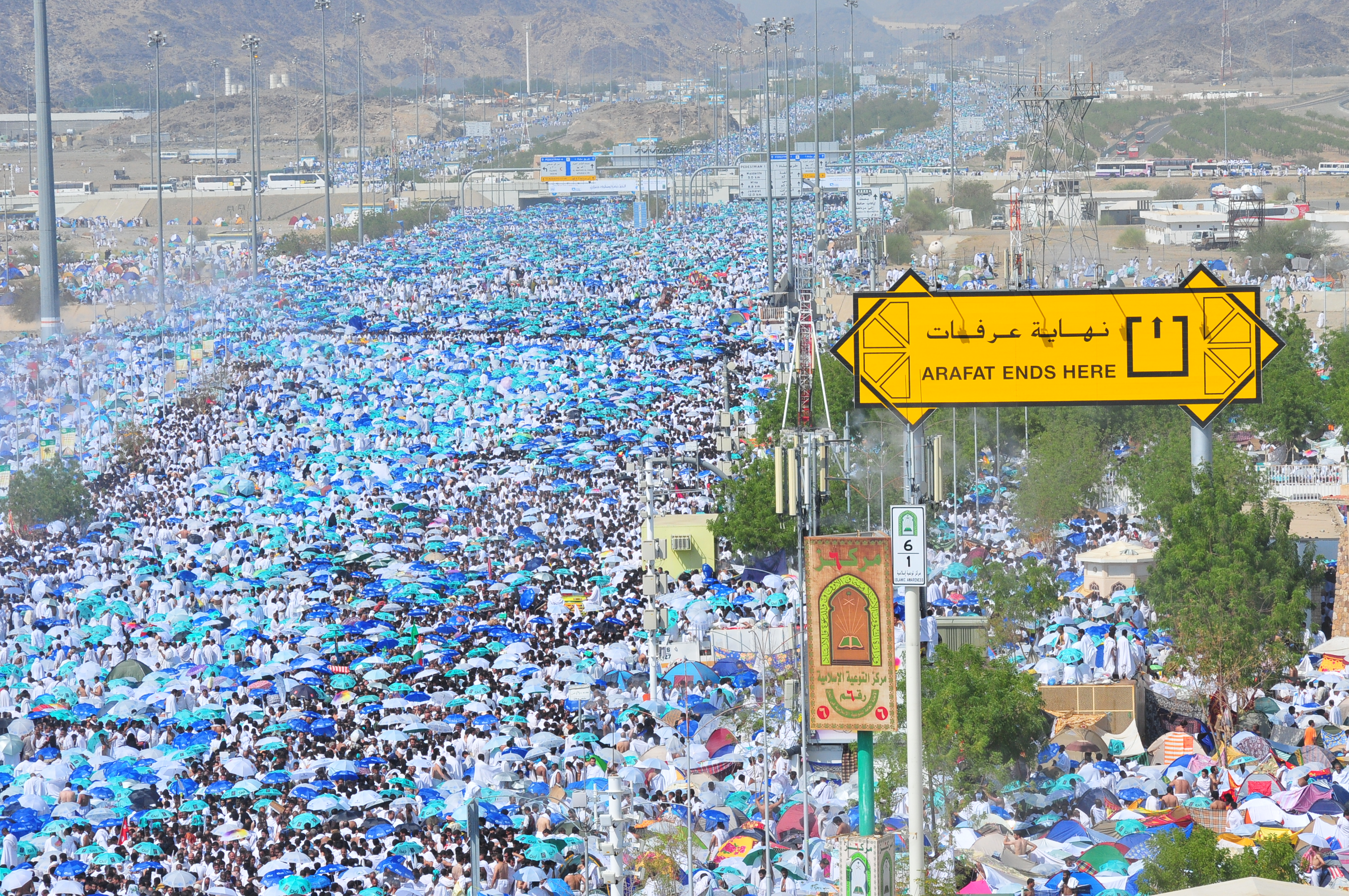
علامة تدل على نهاية منطقة عرفات.

يبدأ يوم عرفة من فجر اليوم التاسع من ذي الحجة، ويمتد إلى طلوع الفجر من يوم عيد النحر وتحديداً مع دخول وقت صلاة الفجر، وينتهي وقت الوقوف بعرفة بالنسبة للحُجّاج بطلوع فجر يوم النحر. أما بالنسبة لبداية وقت الوقوف بعرفة فهناك اختلاف بين أقوال المذاهب الإسلامية، فعند أهل السنة والجماعة يرى الحنفية والشافعية أن أوله زوال شمس يوم عرفة، بينما يرى المالكية إلى أن وقت الوقوف بعرفة هو الليل ويرون بأن الوقوف نهاراً فهو أمر واجب ينجبر تركه عمداً بغير عذر بدم. أما الحنابلة فيرون بأن وقت الوقوف يبدأ من طلوع فجر يوم عرفة إلى طلوع فجر يوم النحر، وأن وقت يوم عرفة بالنسبة لغير الحاج فينتهي بغروب شمس اليوم التاسع. يُمثّل الوقوف بعرفة عند أهل السُنّة ركنٌ من أركان الحج، ولا يصح الحج إلا به، ومن فاته الوقوف بعرفة فاته الحج، ويستدلّون في ذلك من القرآن بقول الله تعالى: ﴿فَإِذَا أَفَضْتُمْ مِنْ عَرَفَاتٍ فَاذْكُرُوا اللَّهَ عِنْدَ الْمَشْعَرِ الْحَرَامِ﴾ [البقرة:198]، حيث يرون بأن الوقوف بعرفة أمر لا بد منه، وأن الوقوف بمزدلفة إنما يكون بعد الوقوف بعرفة. ودليلهم من السنة، حديث عبد الرحمن بن يعمر عن رسول الله قال: «الحج عرفة».
وكذلك حديث عروة بن مضرس الطائي قال: «أتيت رسول الله ﷺ بالمزدلفة حين خرج إلى الصلاة فقلت: يا رسول الله إني جئت من جبل طيء، أكللت راحلتي، وأتعبت نفسي، والله ما تركت من جبلٍ إلا وقفت عليه، فهل لي من حج؟ فقال رسول الله ﷺ: من شهد صلاتنا هذه، ووقف معنا حتى ندفع، وقد وقف بعرفة قبل ذلك ليلاً أو نهاراً فقد أتم حجه وقضى تفثه». المراد بالوقوف بعرفة المكث فيها وليس بالضرورة الوقوف على القدمين، ودليل ذلك من السنة: أن رسول الله وقف بعرفة راكباً على ناقته. كما أن الوقوف قد يراد به السكون لا القيام.

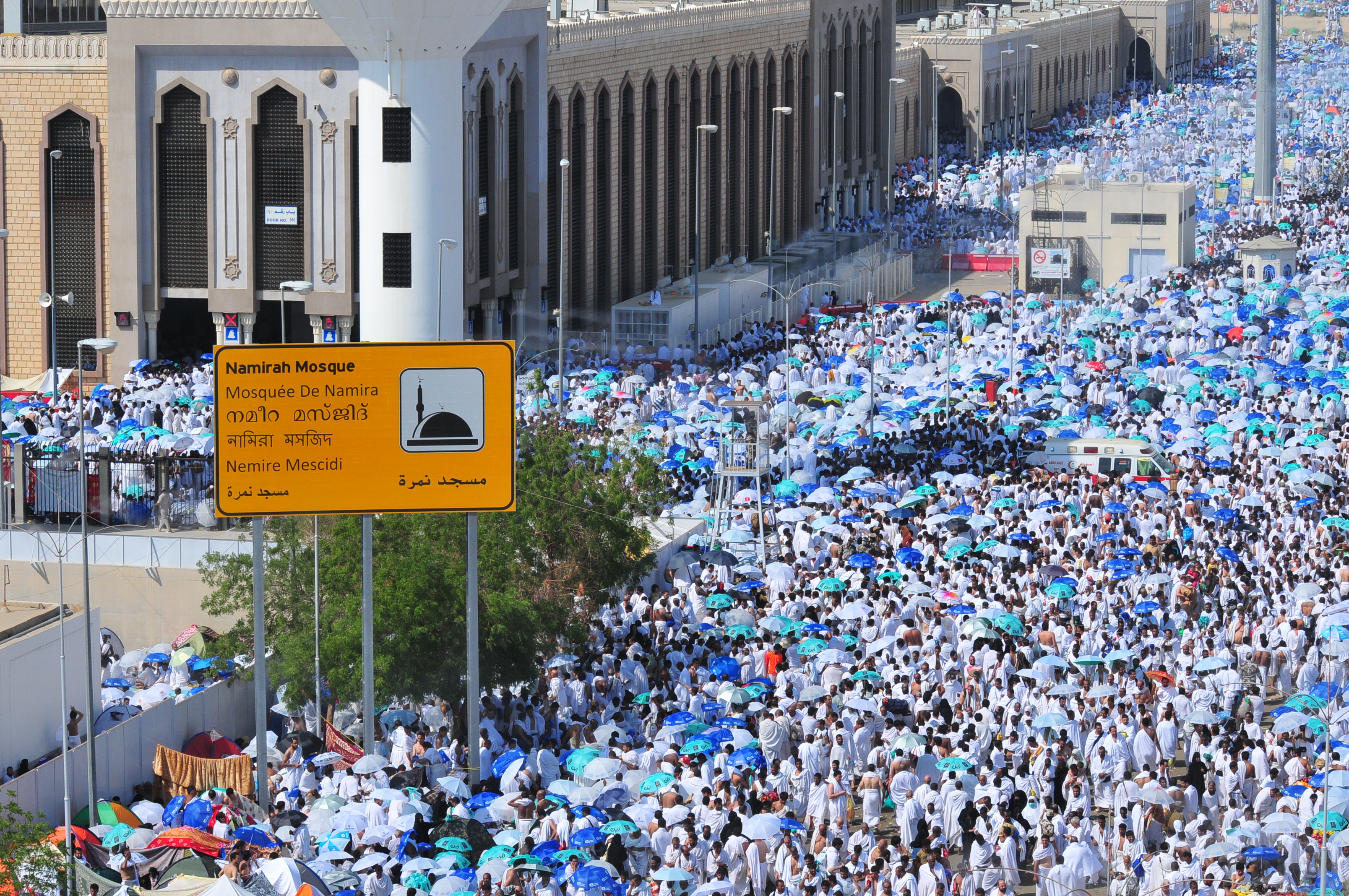
جانب من مسجد نمرة حيث تقام فيه صلاتي الظهر والعصر جمعاً وقصراً كما تقام فيه خطبة يوم عرفة.

أما بالنسبة للشيعة فترى الإثنا عشرية بأنه يجب الوقوف بعرفة في اليوم التاسع من ذي الحجة وذلك من أول الزوال على الأحوط إلى الغروب، ويجوز تأخيره عن الزوال بمقدار الإتيان بالغسل وأداء صلاتي الظهر والعصر جمعاً.
والوقوف في تمام هذا الوقت واجب ويأثم من تركه اختياراً، إلا أنه ليس ركناً، حيث إنّ من ترك الوقوف في ذلك الوقت لا يفسد حجّه. بينما لو ترك الوقوف رأساً باختياره فسد حجّه، وأن ركن الوقوف بعرفة هو الوقوف في الجملة، وأن من لم يدرك الوقوف الاختياري بعرفات وهو الوقوف في النهار لنسيان أو لجهل أو نحوه فيعذر فيه الحاج، ويلزمه الوقوف الاضطراري والمقصود به الوقوف لبرهة من ليلة العيد وصحّ حجّه، أما إن تركه متعمّداً فسد حجّه. هذا إذا أمكنه إدراك الوقوف الاضطراري وكذلك الوقوف بالمشعر قبل طلوع الشمس، أما إن خاف أن يفوته في ذلك الوقت فيجب الاقتصار على الوقوف بالمشعر ويصحّ حجّه. أما الزيدية فترى بأن دخول يوم عرفة إما أن يكون بتحرٍّ أم لا، فإن وقف بغير تحرٍّ لم يجزه لأنه لا بد من التيقّن، وإن كان بتحرٍّ فإنه يجزيه ما لم يتيقن الخطأ والوقت باقٍ، ويجزيه تأخر الأيام في حقه ولا دم عليه على الأصح للإجماع، ولا فرق بين الثامن والتاسع والعاشر.

### ما بعد الوقوف بعرفة
يبقى الحجاج في عرفة حتى غروب الشمس، فإذا غربت الشمس ينفر الحجاج من عرفة إلى مزدلفة للمبيت بها، ويصلي بها الحاج صلاتي المغرب والعشاء جمع تأخير؛ بمعنى أن يؤخر صلاة المغرب حتى دخول وقت العشاء، ويستحب للحاج الإكثار من الدعاء والأذكار، ويتزود الحاج بالحصى، ثم يقضي ليلته في مزدلفة حتى يصلي الفجر، بعد ذلك يتوجه الحاج إلى منى لرمي جمرة العقبة الكبرى.

## فضله

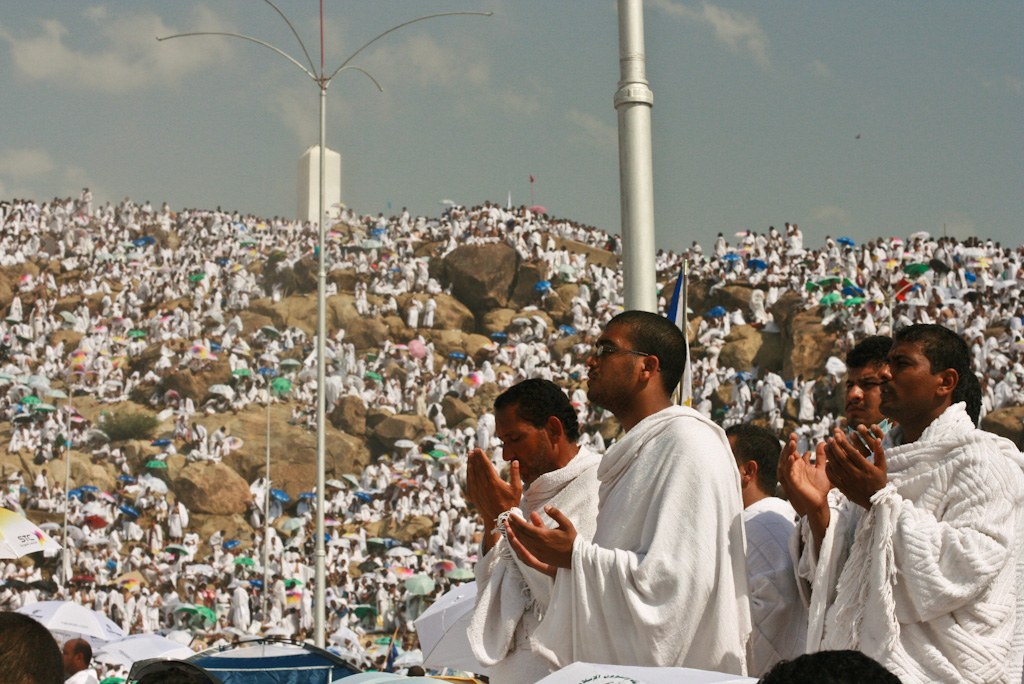
يعظم الدعاء يوم عرفة ويعتبر من أفضل أعمال ذلك اليوم.

يتفق المسلمون على فضل يوم عرفة، وذلك كونه يقع في الأشهر الحرم ﴿إِنَّ عِدَّةَ الشُّهُورِ عِندَ اللَّهِ اثْنَا عَشَرَ شَهْرًا فِي كِتَابِ اللَّهِ يَوْمَ خَلَقَ السَّمَاوَاتِ وَالْأَرْضَ مِنْهَا أَرْبَعَةٌ حُرُمٌ﴾ [التوبة:36] وكذلك كونه أحد أيام أشهر الحج ﴿الْحَجُّ أَشْهُرٌ مَعْلُومَاتٌ﴾ [البقرة:197] وأحد الأيام المعلومات ﴿لِيَشْهَدُوا مَنَافِعَ لَهُمْ وَيَذْكُرُوا اسْمَ اللَّهِ فِي أَيَّامٍ مَعْلُومَاتٍ﴾ [الحج:28] وقال ابن عباس «الأيام المعلومات: عشر ذي الحجة»، وأن يوم عرفة أحد الأيام العشر التي أقسم الله بها ﴿وَلَيَالٍ عَشْرٍ﴾ [الفجر:2] وقد قال فيها ابن عباس: «إنها عشر ذي الحجة» قال ابن كثير: «وهو الصحيح». كما قال فيها رسول الله: «ما من أيام العمل الصالح فيها أحب إلى الله من هذه الأيام، يعني أيام العشر قالوا: يا رسول الله ولا الجهاد في سبيل الله؟ قال: ولا الجهاد في سبيل الله إلا رجل خرج بنفسه وماله، فلم يرجع من ذلك بشيء». كما يعتبر اليوم الذي أتم الله فيه دين الإسلام، فقد قال عمر بن الخطاب: «إن رجلاً من اليهود قال: يا أمير المؤمنين آية في كتابكم تقرؤونها، لو علينا معشر اليهود نزلت لاتخذنا ذلك اليوم عيداً. قال: أي آية؟ قال: ﴿الْيَوْمَ أَكْمَلْتُ لَكُمْ دِينَكُمْ وَأَتْمَمْتُ عَلَيْكُمْ نِعْمَتِي وَرَضِيتُ لَكُمْ الْإِسْلَامَ دِينًا﴾ [المائدة:3]. قال عمر: قد عرفنا ذلك اليوم الذي نزلت فيه على النبي ﷺ وهو قائم بعرفة يوم الجمعة». كما يعتبر يوم عيد لمن وقف بعرفة فقد جاء في السُنّة عن نبي الإسلام محمد أنه قال: «يوم عرفة ويوم النحر وأيام منى عيدنا أهل الإسلام»، وفيه يعظم الدعاء فقد قال رسول الله: «خير الدعاء دعاء يوم عرفة»، كما يكثر فيه العتق من النار وفيه قال رسول الله: «ما من يوم أكثر من أن يعتق الله فيه عبداً من النار من يوم عرفة»، وفيه يباهي الله بمن وقف بعرفة أهل السماء وقد جاء في الحديث: «إن الله يباهي بأهل عرفات أهل السماء»، كما يعتبر الركن الأعظم للحج فقد قال رسول الله: «الحج عرفة».

### صيام يوم عرفة
يحرص غير الحُجّاج من المسلمين على صيام يوم عرفة لما فيه من فضل، فيستدل أهل السُنّة بحديث رسول الله محمد: «صيام يوم عرفة أحتسب على الله أن يكفر السنة التي قبله والسنة التي بعده»، وأنه لا يجوز للحاج صيامه كون النبي محمد كان مفطرًا حينما وقف في يوم عرفة، وقد جاء في الحديث: «نهى رسول الله عن صوم يوم عرفة بعرفة».
بينما يختلف الشيعة في أمر صيامه ويستخلصون بأنه إذا كان هلال شهر ذي الحجة محققًا، وأن صوم يوم عرفة لا يضعف الشخص عن شيء من عمل ذلك اليوم، فالصوم له أفضل. ويستدلون في ذلك برواية عن عبد الرحمن بن أبي عبد الله عن أبي الحسن قال: «صوم يوم عرفة يعدل صوم السنة»، وقال: «لم يصمه الحسن وصامه الحسين عليهما السلام».

### التكبير
تكون صفة التكبير بقول: «الله أكبر، الله أكبر، لا إله إلا الله، والله أكبر الله أكبر، ولله الحمد»، أو أن يكرر التكبير ثلاث مرات، بقول: «الله أكبر، الله أكبر، الله أكبر». والتكبير نوعان مُطلق ومُقيّد، فالمطلق يسن في كل وقت، بينما المقيد يسن في أدبار الصلوات المفروضة، وقد ذكر عدد من علماء الدين بأن التكبير المقيد يختص به في عيد الأضحى فقط، ويكون ذلك من صلاة الفجر من يوم عرفة لغير الحاج أما الحاج فيبدأ التكبير من ظهر يوم النحر كونه كان مشغولاً بالتلبية قبل ذلك وتستمر التلبية إلى صلاة العصر من آخر أيام التشريق. أما التكبير المطلق فيسن في عيد الفطر، وفي عشر ذي الحجة، كما يستمر في عيد الأضحى إلى آخر أيام التشريق، والسنة أن يجهر بذكره، إلا النساء فلا يجهرن بذلك.

## إحصائيات وتواريخ
| السنة   | التاريخ بالميلادي | عدد الحجاج | م.     | السنة   | التاريخ بالميلادي | عدد الحجاج | م.     |
| ------- | ----------------- | ---------- | ------ | ------- | ----------------- | ---------- | ------ |
| 1428 هـ | 18 ديسمبر 2007    | 2,454,325  | [ 34 ] | 1429 هـ | 7 ديسمبر 2008     | 2,408,849  | [ 35 ] |
| 1430 هـ | 26 نوفمبر 2009    | 2,521,000  | [ 36 ] | 1431 هـ | 15 نوفمبر 2010    | 2,789,399  | [ 37 ] |
| 1432 هـ | 5 نوفمبر 2011     | 2,927,717  | [ 38 ] | 1433 هـ | 25 أكتوبر 2012    | 3,161,573  | [ 39 ] |
| 1434 هـ | 14 أكتوبر 2013    | 1,980,249  | [ 40 ] | 1435 هـ | 3 أكتوبر 2014     | 2,085,238  | [ 41 ] |
| 1436 هـ | 23 سبتمبر 2015    | 1,952,817  | [ 43 ] | 1437 هـ | 11 سبتمبر 2016    | 1,862,909  | [ 44 ] |
| 1438 هـ | 31 أغسطس 2017     | 2,352,122  | [ 45 ] | 1439 هـ | 20 أغسطس 2018     | 2,371,675  | [ 47 ] |
| 1440 هـ | 10 أغسطس 2019     | 2,489,406  | [ 48 ] | 1441 هـ | 30 يوليو 2020     | 10,000*    | [ 49 ] |
| 1442 هـ | 19 يوليو 2021     | 60,000*    | [ 50 ] | 1443 هـ | 8 يوليو 2022      | 899,353    | [ 51 ] |
| 1444 هـ | 27 يونيو 2023     | 1,845,045  | [ 52 ] | 1445 هـ | 15 يونيو 2024     | 1,833,164  | [ 53 ] |
| 1446 هـ | 5 يونيو 2025      | 1,673,230  | [ 54 ] |         |                   |            |        |

## معلومات وهوامش
1. ↑  الأشهر الحُرُم هي مُحرّم، ورجب، وذو القعدة، وذو الحجة.
2. ↑  أشهر الحج هي شوال، وذو القعدة، وذو الحجة.
3. ↑  رواه البخاري.
4. ↑  رواه أبو داود وصححه الألباني.
5. ↑  صححه الألباني في كتابه السلسة الصحيحة. قال ابن عبد البر: «وفي ذلك دليل على فضل يوم عرفة على غيره».
6. ↑  رواه مسلم في الصحيح.
7. ↑  رواه أحمد وصحح إسناده الألباني.
8. ↑  متفق عليه.
9. ↑  رواه الشيخ في التهذيب 4: 298، الاستبصار 2: 133، عنهما الوسائل 10: 465.

## وصلات خارجية
- يوم عرفة - موقع قصة الإسلام.
- فضل يوم عرفة - موقع الحج والعمرة.
- فضل يوم عرفة وحال السلف فيه - صيد الفوائد.